# 学校町通
学校町通（がっこうちょうどおり）は、新潟県新潟市中央区の町字。現行行政地名は学校町通1番町から学校町通3番町。住居表示未実施区域。郵便番号は951-8126。

## 概要
1883年（明治16年）から現在までの町名で、新潟町の町域改編に学校通1番町から改称。町名は旧北陸道沿いに学校が集中することにちなむ。一番堀通町に隣接し、1番町から3番町まである。新潟市役所の所在地。

### 隣接する町字
北から東回り順に、以下の町字と隣接する。
1番町
- 医学町通
- 西堀前通
- 一番堀通町
- 学校裏町

2番町から3番町
- 水道町
- 旭町通
- 医学町通
- 学校裏町
- 一番堀通町
- 白山浦
- 関屋下川原町
- 関屋松波町

## 世帯数と人口
2018年（平成30年）1月31日現在の世帯数と人口は以下の通りである。
| 町丁          | 世帯数  | 人口    |
| ------------- | ------- | ------- |
| 学校町通1番町 | 40世帯  | 94人    |
| 学校町通2番町 | 387世帯 | 656人   |
| 学校町通3番町 | 564世帯 | 1,045人 |
| 計            | 991世帯 | 1,795人 |

## 歴史

### 年表
- 1879年（明治12年）4月9日 : 新潟町の区制移行により、新潟区の町丁となる。
- 1883年（明治16年） : 新潟区の町域改編により、学校通1番町から改称[5]。
- 1889年（明治22年） 4月1日 : 新潟区の市制施行により新潟市の町丁となる。
- 2007年（平成19年）4月1日 : 新潟市の政令指定都市移行により、中央区の町丁となる。

## 小・中学校の学区
市立小・中学校に通う場合、学区は以下の通りとなる。
| 町丁          | 番地 | 小学校             | 中学校             |
| ------------- | ---- | ------------------ | ------------------ |
| 学校町通1番町 | 全域 | 新潟市立白山小学校 | 新潟市立白新中学校 |
| 学校町通2番町 | 全域 | 新潟市立鏡淵小学校 | 新潟市立白新中学校 |
| 学校町通3番町 | 全域 | 新潟市立関屋小学校 | 新潟市立関屋中学校 |

## 地域

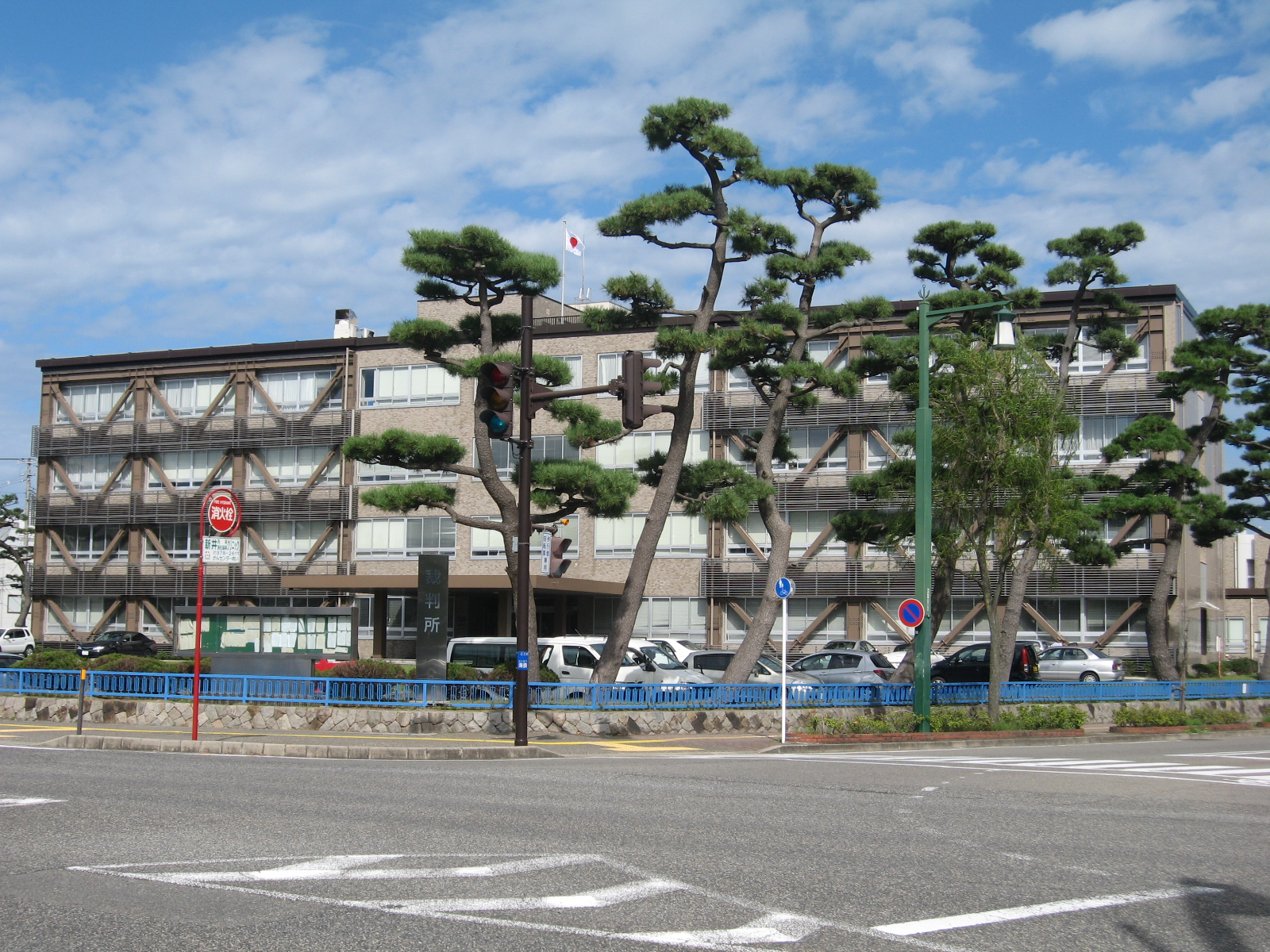
新潟地方裁判所

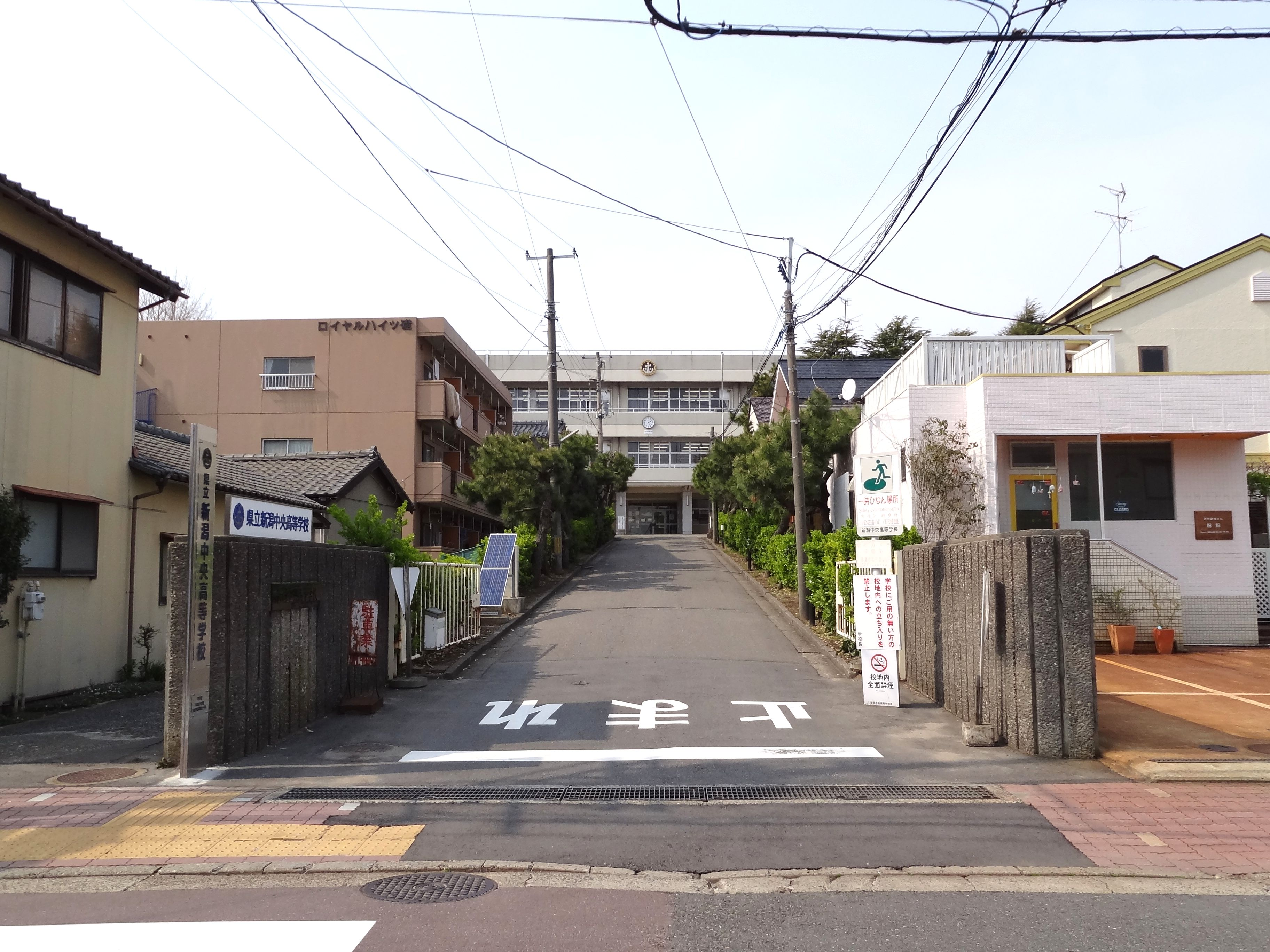
新潟県立新潟中央高等学校

### 1番町
主な企業・施設
- 一番堀広場（白山前駅跡地ポケットパーク。旧新潟交通電車線の同駅跡地を整備したもの）
- 新潟市役所・中央区役所
- 新潟地方裁判所

### 2番町
主な企業・施設
- セレモニーホール平安会堂
- 新潟大学歯学部キャンパス
- 題目寺
- 第四北越銀行白山支店
- 大光銀行学校町支店
- 新潟県立新潟中央高等学校

### 3番町
主な企業・施設
- 新潟学校町三郵便局
- 菅原神社
- ダイアパレス水道町通り